# کووتسی (استان گابرووو)
کووتسی (به بلغاری: Koevtsi) یک منطقهٔ مسکونی در بلغارستان است که در تریاونا واقع شده‌است.